# Red Velvet Slide
Red Velvet Slide är en amerikansk musikgrupp (duo) bestående av Chris Brenne (svensk) på akustisk gitarr och Parul Vakani (indiska) på keyboard, båda sjunger. Deras musik är en blandning av pop/rock och folkmusik.
Duon har gett ut två album Red Velvet Slide, 2001, och Monsoon, 2005. Dessa skivor innehåller totalt 25 låtar. De har turnerat runt USA och Europa och framfört sånger från sina två album.
Red Velvet Slide fick en hedervärt omnämnande i ”The John Lennon Song Writing Contest” för deras låt "Nina’s Song" från deras debutalbum.